# Kål
Kål (Brassica oleracea) är en art i kålsläktet som hör till familjen korsblommiga växter som har många varieteter.

## Odling
Kål har troligen odlats i Sverige åtminstone sedan vikingatiden. Hos vitkål (var. capitata f. alba), rödkål (var. capitata f. rubra), savojkål (var. sabauda) och grönkål (var. acephala) används bladen, hos blomkål (var. botrys) och broccoli (var. asparagoides) används istället de omvandlade blomställningarna. Hos kålrabbi (var. gongylodes) används stjälken och hos brysselkål (var. gemmifera) unga sidoskott.
De äldsta beläggen för kålodling härrör från Centraleuropa och yngre stenålder. Flera kålarter odlades av kelterna under förromersk tid. Romarna kände till flera arter, bland annat vitkål och blomkål. Hos den romerska överklassen åts främst de späda kålskotten, och den utväxta kålen betraktades främst som det enkla folkets mat.
När kålen kom till Norden är omstritt, men troligen skedde det från England under vikingatiden. Vitkål och rödkål blev allmänt kända under medeltiden, medan blomkål omtalas första gången på 1600-talet och blev vanlig på 1700-talet. Brysselkål omtalas första gången omkring 1800.

## Varieteter

### Vildkål
Arten kål som gett upphov till alla olika former av kål är vildkål som finns i norra Spanien, norra och västra Frankrike, Brittiska öarna och på Helgoland i Tyskland. Den vilda formen är minskande, bland annat på grund av fårbete, och är i vissa delar skyddad.

### Blomkål
Blomkål (Brassica oleracea var. botrytis) är en kålsort där själva blomställningen, som vanligen är vit, är den som äts.

### Broccoli
Broccoli (Brassica oleracea var. italica) är en kålsort där sidoskotten, som bildar små runda kålhuvuden, är de som äts.

### Grönkål
Grönkål (Brassica oleracea var. sabellica) är en kålsort där bladen, som är gröna och krusiga, är de som äts.

### Kålrabbi
Kålrabbi (Brassica oleracea var. gongylodes) är en kålsort med mycket uppsvälld stambas som äts.

### Vitkål

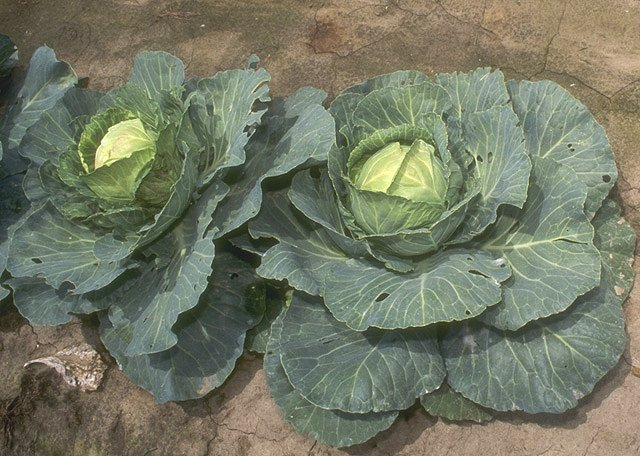
Vitkålsplantor.

Vitkål (B. o. Alba-Gruppen, B. o. var. capitata, B. o. var. capitata f. alba) bildar oftast runda huvuden av tätt runt stammen sittande grön-vita blad.
Vitkålen kommer från södra Europa och odlades flitigt redan i Romarriket. Under äldre medeltid blev vitkålen mindre uppskattad, men fick åter ett uppsving under senmedeltiden, särskilt sedan man lärt sig konservera den som surkål. Under 1700-talet serverades vitkålen ofta stuvad, färserad eller kokt med kött till kålsoppa. Hos allmogen betraktades vitkål som "fin" mat, då den ofta inköptes hos särskilda odlare. Den användes ofta i en redd, vällingliknande kålsoppa.
Under 1800-talet började vitkålen att bli vanligare och odlas av allmogen i Skåne, då på bekostnad av grönkålen.
Vitkål kan användas i till exempel kåldolmar och i bit med lingonsylt. Den innehåller flera vitaminer, till exempel B1, B2 och C. En variant på vitkålen är spetskål.
Kålsoppa gjord på vitkål äts traditionellt på marknader i västra Värmland varje år.

### Rödkål

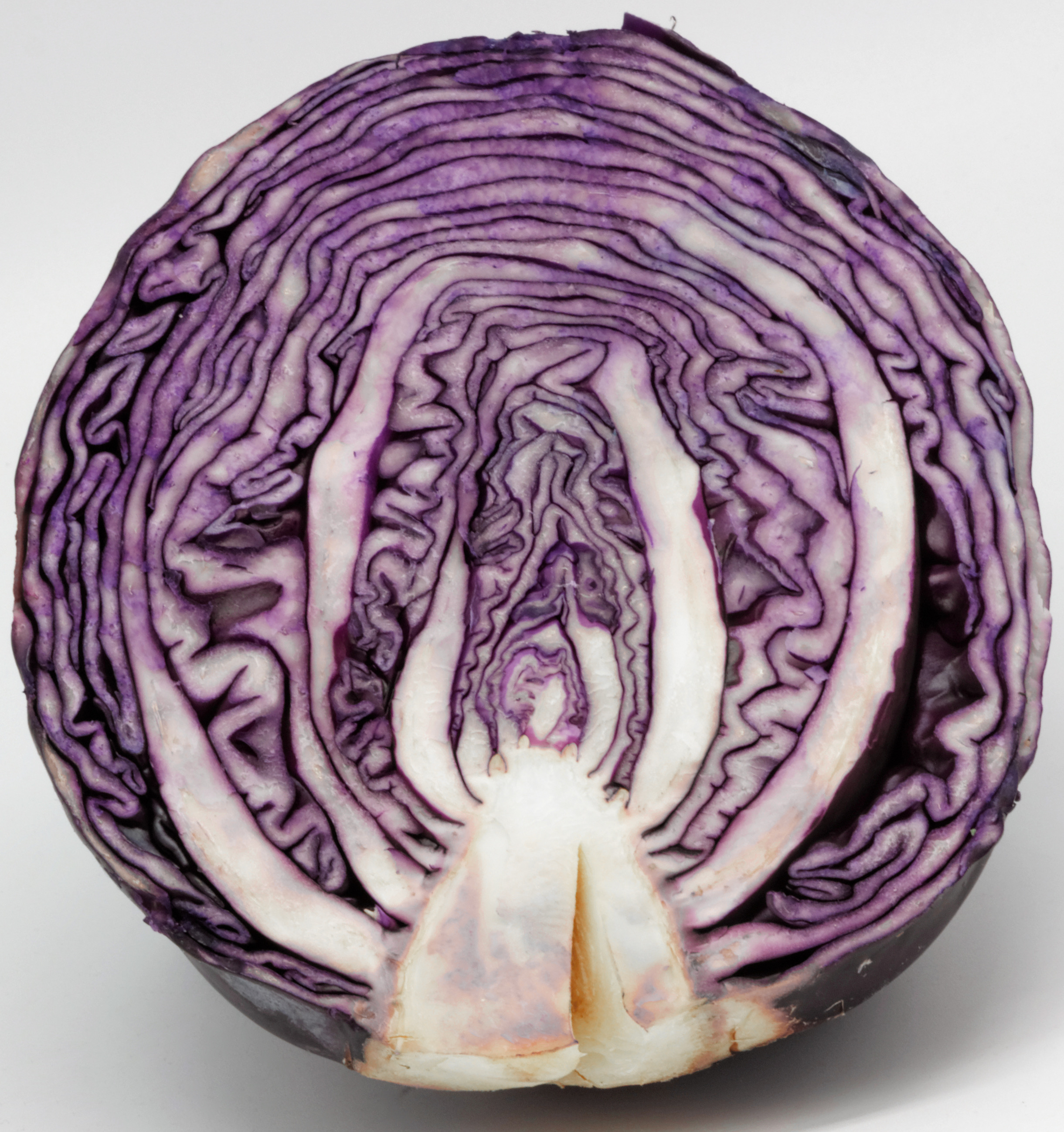
Rödkål.

Rödkål, (B. o. var. rubra, B. o. var. capitata f. rubra), är liksom vitkål format till ett hårt knutet huvud med mer eller mindre violettröda blad. Rödkål är vanligen tvåårig men odlas som ettårig och skördas före eventuell blomning, som kan ske redan första året. Den odlas till exempel i begränsad omfattning i södra Sverige.
Rödkål är en vanlig rätt på julbordet i delar av Sverige. Rödkålen strimlas och kokas tillsammans med ingredienser som ger kålen en mjuk, söt och syrlig smak. Ingredienser som ofta används är sirap, vinbärssaft, olja och äpplen. Rödkålen serveras varm på julbordet, främst till julskinkan.
Rödkål kan också användas som indikator i kemiska laborationer.

### Broccolo

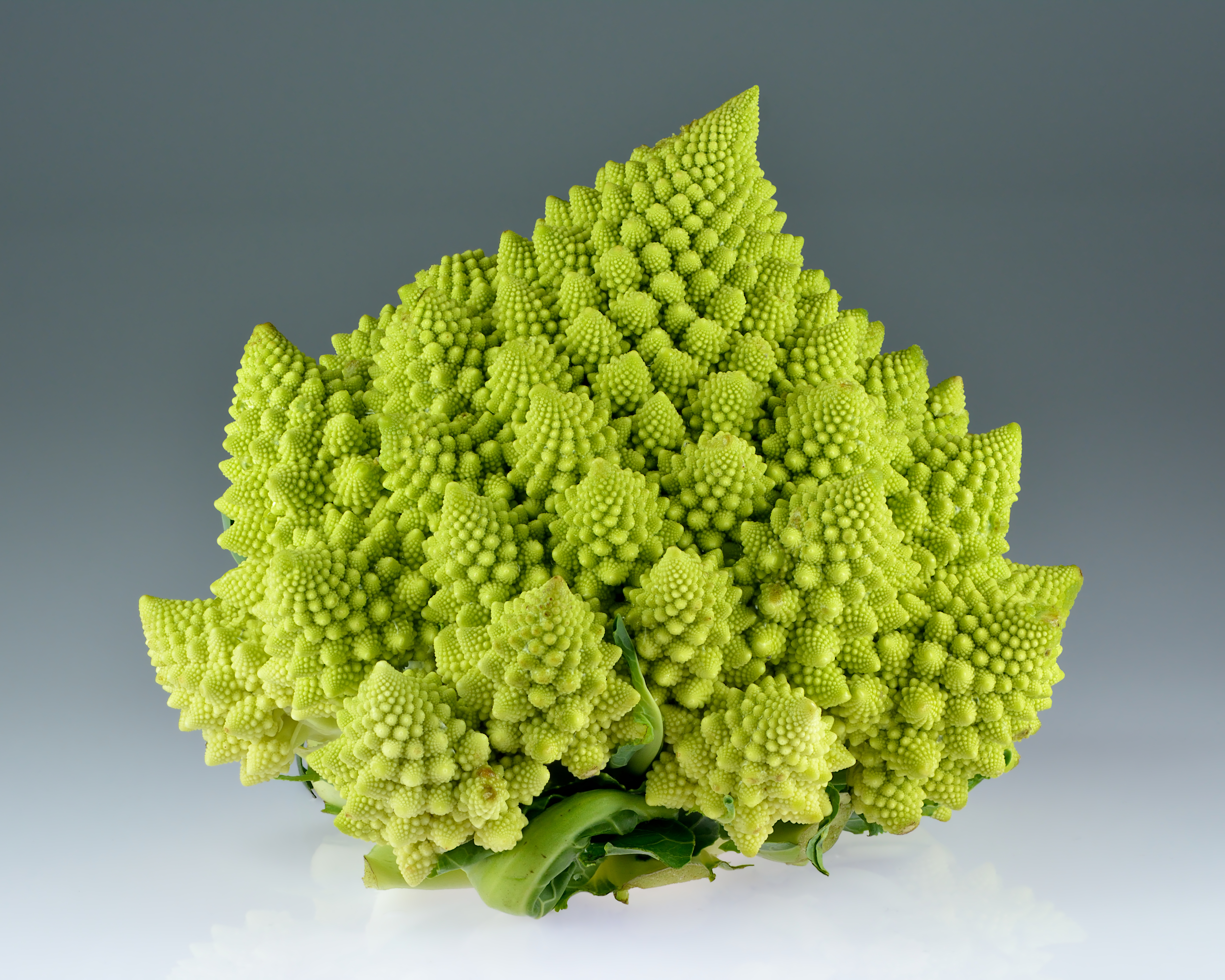
Broccolo.

Broccolo säljs ofta under namnet romanesco. Broccolo är en hybrid mellan broccoli och blomkål. Den liknar blomkål i formen med stjärnformade blomanlag. Färgen är ljusgrön och smaken är mild. Den kan användas på samma sätt som blomkål. Broccolo är som lättkokt eller rå vanlig vid garnering.
Broccolo är känslig för uttorkning och etylengas. Den producerar även etylengas. Förvaras kallt, 2‒4 ℃.
Grönsaken importeras från bland annat Italien och Frankrike augusti–mars. Svenskodlad finns den mitten av maj–slutet av juli.
Broccolo används ofta som exempel på en naturlig fraktal.

### Övriga varieteter
Följande varieteter listas till Brassica oleracea:
- B. o. var. acephala DC.[4]
- B. o. Alba-Gruppen vitkål[4]
- B. o. var. albiflora Kuntze[4]
- B. o. var. alboglabra[3] L.H.Bailey Musil daggkål[4]
- B. o. var. asparagoides C.C.Gmel.[4]
- B. o. Bladbroccoli-Gruppen bladbroccoli[4]
- B. o. var. botrytis Linné[3] blomkål[4]
- B. o. Broccolo-Gruppen broccolo[4]
- B. o. var. capitata Linné[3] huvudkål[4] vitkål[5]
- B. o. var. caulorapa hort.[4]
- B. o. Conica-Gruppen spetskål[4]
- B. o. convar. acephala var. gongylodes[4]
- B. o. convar. acephala var. medullosa[4]
- B. o. convar. acephala var. sabellica[4]
- B. o. convar. acephala var. viridis[4]
- B. o. convar. botrytis var. botrytis[4]
- B. o. convar. botrytis var. cymosa[4]
- B. o. convar. capitata var. alba[4]
- B. o. convar. capitata var. rubra[4]
- B. o. convar. capitata var. sabauda[4]
- B. o. convar. oleracea var. gemmifera[4]
- B. o. var. costata DC.[3][4]
- B. o. Daggbroccoli-Gruppen daggbroccoli[4]
- B. o. var. gemmifera DC.[3] brysselkål[4]
- B. o. var. gongylodes Linné[3] kålrabbi[4][5]
- B. o. var. italica Plenck[3] broccoli[4][5]
- B. o. var. laciniata Linné[4]
- B. o. var. medullosa Thell. fodermärgkål[4][5]
- B. o. var. napobrassica Linné[4]
- B. o. var. oleracea[3] vildkål[5]
- B. o. var. palmifolia DC. palmkål[4]
- B. o. Prydnadskål-Gruppen prydnadskål[4]
- B. o. var. ramosa DC.[3] buskkål[4]
- B. o. var. rubra Linné rödkål[4]
- B. o. var. sabauda Linné[3] savojkål[4]
- B. o. var. sabellica Linné[3] grönkål[4][5]
- B. o. var. selenisia Linné[4]
- B. o. var. tronchuda L.H.Bailey portugisisk kål[4]
- B. o. Vinterbroccoli-Gruppen vinterbroccoli[4]
- B. o. var. viridis Linné[3] foderkål

## Gaser
Kål, liksom exempelvis bönor och lök, innehåller stora mängder svårsmälta kolhydrater. Dessa måste därför jäsas av bakterierna i tjocktarmen innan näringsämnena kan tas tillvara. Denna process skapar gaser. Förvällning av kålen gör det lättare för matsmältningen och mindre mängd gas bildas.